# Jane (groupe)
Pour les articles homonymes, voir Jane.
 (octobre 2024).
Si vous disposez d'ouvrages ou d'articles de référence ou si vous connaissez des sites web de qualité traitant du thème abordé ici, merci de compléter l'article en donnant les références utiles à sa vérifiabilité et en les liant à la section « Notes et références ».
Jane est un groupe de krautrock allemand, originaire de Hanovre. Après sa scission en 1982 à la suite de divergences, le groupe se scinde en deux groupes ; Peter Panka's Jane d'un côté, et Mother Jane de l'autre.

## Biographie
Jane est formé à Hanovre à l'automne 1970 après le départ de Klaus Hess (basse), Werner Nadolny (saxophone) et Peter Panka (chant) du groupe The J.P.s (Justice of Peace). Ils changent non seulement leur univers musical mais aussi leurs instruments, Klaus passant à la guitare, Werner aux claviers et Peter à la batterie.
En 1972, Jane enregistre son premier album, Together, avec Charly Maucher à la basse et Bernd Pulst au chant. L'album reçoit de bonnes critiques de la presse musicale allemande ce qui contribue à lancer la carrière du groupe. Avant l'enregistrement du deuxième album, Charlie Maucher et Bernd Pulst quittent le groupe pour des raisons de santé. L'ex-bassiste de Justice of Peace, Wolfgang Krantz rejoint le groupe tandis que Peter Panka et Klaus Hess se partagent le chant sur l'album Here We Are qui sort en 1973. Werner Nadolny quitte à son tour Jane tandis que Charly Maucher, remis de ses problèmes de santé, réintègre le groupe. Le troisième album, intitulé Jane III (1974), est plus porté sur le son des guitares, avec Wolfgang Krantz qui y ajoute la sienne à celle de Klaus Hess.
En 1975, Krantz et Maucher sont remplacés par Martin Hesse (basse) et Gottfried Janko (claviers, chant) et le groupe sorti son quatrième album studio, Lady. En 1976, Jane enregistre l'album-concept, Fire, Water, Earth and Air, sur cet album tous les titres sont chantés par Klaus Hess et avec le retour de Werner Nadolny au clavier, mais qui remplacé dès l'album suivant, Between Heaven and Hell, par Manfred Wieczorke transfuge de Eloy. Entre les deux albums sort, fin 1976, un album live appelé Live at Home qui connait un grand succès et est certifié disque d'or en Allemagne. En 1978 sort Age of Madness, premier album du groupe enregistré dans leur propre studio d'enregistrement 24 pistes au sud de Hanovre. 
En 1979, Manfred Wieczorke quitte le groupe, qui sort de Sign N° 9, enregistré à trois seulement, Klaus Hess assurant aussi les claviers. Le groupe se retire un temps à Ibiza où il rencontre celui qui en deviendra le nouveau chanteur-guitariste-claviériste, Predrag Jonanovic, appelé aussi Pedja. 
En 1980, sortie de Mask qui est plus orienté rock/new wave. Pedja quittera Jane pour rentrer en Yougoslavie fonder son propre groupe. En 1981 sort le dernier album officiel de Jane, Germania avec le retour de Charly Maucher. Klaus Hess, membre fondateur, partira en 1982, ce qui met fin au groupe.

## Post-séparation
En 1983, Peter Panka, Werner Nadolny et Charly Maucher participent à la production du ballet rock Warlock, avant de partir en tournée avec le saxophoniste Detlef Klamann sous le nom de Lady Jane. Il enregistrent en 1986 un album intitulé Beautiful Lady. Après une tentative de réconciliation en 1992 avec Klaus Hess et quelques concerts, le groupe éclatera en deux fractions, Peter Panka appellera son groupe Peter Panka's Jane et Klaus Hess le sien Mother Jane. Peter Panka's Jane enregistre l'album Resurrection en 1996, tandis que Mother Jane attendra l'année 2000 pour sortir un album live, Comes Alive.
Peter Panka, membre fondateur de Jane, décède le 28 juin 2007 d'un cancer, à l'âge de 59 ans. Selon ses vœux, Peter Panka's Jane continue d'exister et enregistre un nouvel album, Traces, en 2009. En 2014, Peter Panka's Jane compte deux millions d'exemplaires vendus en 45 ans de carrière.

## Discographie et membres
| Année | Groupe             | Titre                                                   | Membres |
| ----- | ------------------ | ------------------------------------------------------- | --- |
| 1972  | Jane               | Together Album studio Brain Metronome                   | Peter Panka : batterie, percussions Klaus Hess : guitares Bernd Pulst : chant Werner Nadolny : claviers, flute Charly Maucher : basse, chant                  |
| 1973  | Jane               | Here We Are Album studio Brain Metronome                | Peter Panka : batterie, chant Klaus Hess : guitares, basse Werner Nadolny : claviers Wolfgang Krantz : guitares, basse                                        |
| 1974  | Jane               | Jane III Album studio Brain Metronome                   | Peter Panka : batterie Klaus Hess : guitares Woflgang Krantz : guitares, piano Charly Maucher : basse, chant                                                  |
| 1975  | Jane               | Lady Album studio Brain Metronome                       | Peter Panka : batterie, chant Klaus Hess : guitares, chant Martin Hesse : basse Gottfried Janko : claviers, chant                                             |
| 1976  | Jane               | Fire, Water, Earth and Air Album studio Brain Metronome | Peter Panka : batterie, chant Klaus Hess : guitares, chant Martin Hesse : basse, chœurs Werner Nadolny : claviers                                             |
| 1977  | Jane               | Live at Home Album live Brain Metronome                 | Peter Panka : batterie, chant Klaus Hess : guitares, chant Martin Hesse : basse, chœurs Manfred Wieczorke : claviers, chœurs                                  |
| 1977  | Jane               | Between Heaven and Hell Album studio Brain Metronome    | Peter Panka : batterie, chant Klaus Hess : guitares, chant Martin Hesse : basse, chœurs Manfred Wieczorke : claviers, chœurs                                  |
| 1978  | Jane               | Age of Madness Album studio Brain Metronome             | Peter Panka : batterie, chant Klaus Hess : guitares, chant Martin Hesse : basse, chœurs Manfred Wieczorke : claviers, chœurs                                  |
| 1979  | Jane               | Sign N° 9 Album studio Brain Metronome                  | Peter Panka : batterie, chant Klaus Hess : guitares, claviers, chant Martin Hesse : basse, chant                                                              |
| 1980  | Jane               | Jane Album studio Brain Metronome                       | Peter Panka : batterie, percussion Klaus Hess : guitares, claviers, chant Martin Hesse : basse, chœurs Predrag "Pedja" Jovanovic : chant, cordes              |
| 1981  | Jane               | Germania Album studio Brain Metronome                   | Peter Panka : batterie, chant Klaus Hess : guitares, chant Charly Maucher : basse, chant                                                                      |
| 1986  | Jane               | Beautiful Lady Album studio Sky records                 | Peter Panka : batterie, chant Werner Nadolny : claviers Klaus Henatsch : chant, claviers Kai Reuter : guitares                                                |
| 1990  | Jane               | Live '89 Album live Brain Metronome                     | - |
| 1996  | Peter Panka's Jane | Resurrection Album studio S&M records                   | Peter Panka : batterie, chant Werner Nadolny : claviers Klaus Walz : guitares Mark Giebeler : basse Kai Reuter : guitares                                     |
| 2000  | Mother Jane        | Comes Alive Album live -                                | Klaus Hess : guitares, chant Kai Schiering : basse, chant Jens Dettmer : batterie Klaus Henatsch : claviers                                                   |
| 2002  | Jane               | Guenuine Album studio/live SPV                          | Peter Panka (studio et live) Klaus Hess (live) Martin Hesse (live) [harly Maucher (studio) Gottfried Janko (live) Werner Nadolny (studio) Klaus Walz (studio) |
| 2002  | Peter Panka's Jane | Live 2002 Album live SPV                                | Peter Panka : batterie, chant Charly Maucher : basse, chant Werner Nadolny : claviers Klaus Walz : guitares                                                   |
| 2003  | Peter Panka's Jane | Shine On Album studio SPV                               | Peter Panka : batterie, chant Charly Maucher : basse, chant Werner Nadolny : claviers Klaus Walz : guitares                                                   |
| 2006  | Peter Panka's Jane | Voices Album studio Cool & Easy Records                 | Peter Panka : batterie, chant Charly Maucher : basse, chant Werner Nadolny : claviers Klaus Walz : guitares                                                   |
| 2007  | Peter Panka's Jane | Live at Metas Album live Cool & Easy Records            | Peter Panka : batterie, chant Charly Maucher : basse, chant Werner Nadolny : claviers Klaus Walz : guitares                                                   |
| 2009  | Peter Panka's Jane | Traces Album studio Cool & Easy Records                 | Charly Maucher : basse, chant Klaus Walz : guitares Fritz Randow : batterie, percussions Bernd Schulz : guitares, chant Wolfgang Krantz : claviers, guitares  |
| 2009  | Mother Jane        | In Dreams Album studio -                                | Klaus Hess : guitares, chant, claviers Kai Schiering : basse, chant Lucas Quentin : batterie, percussions Jens Betjemann : guitares                           |